# Gottfried Benn

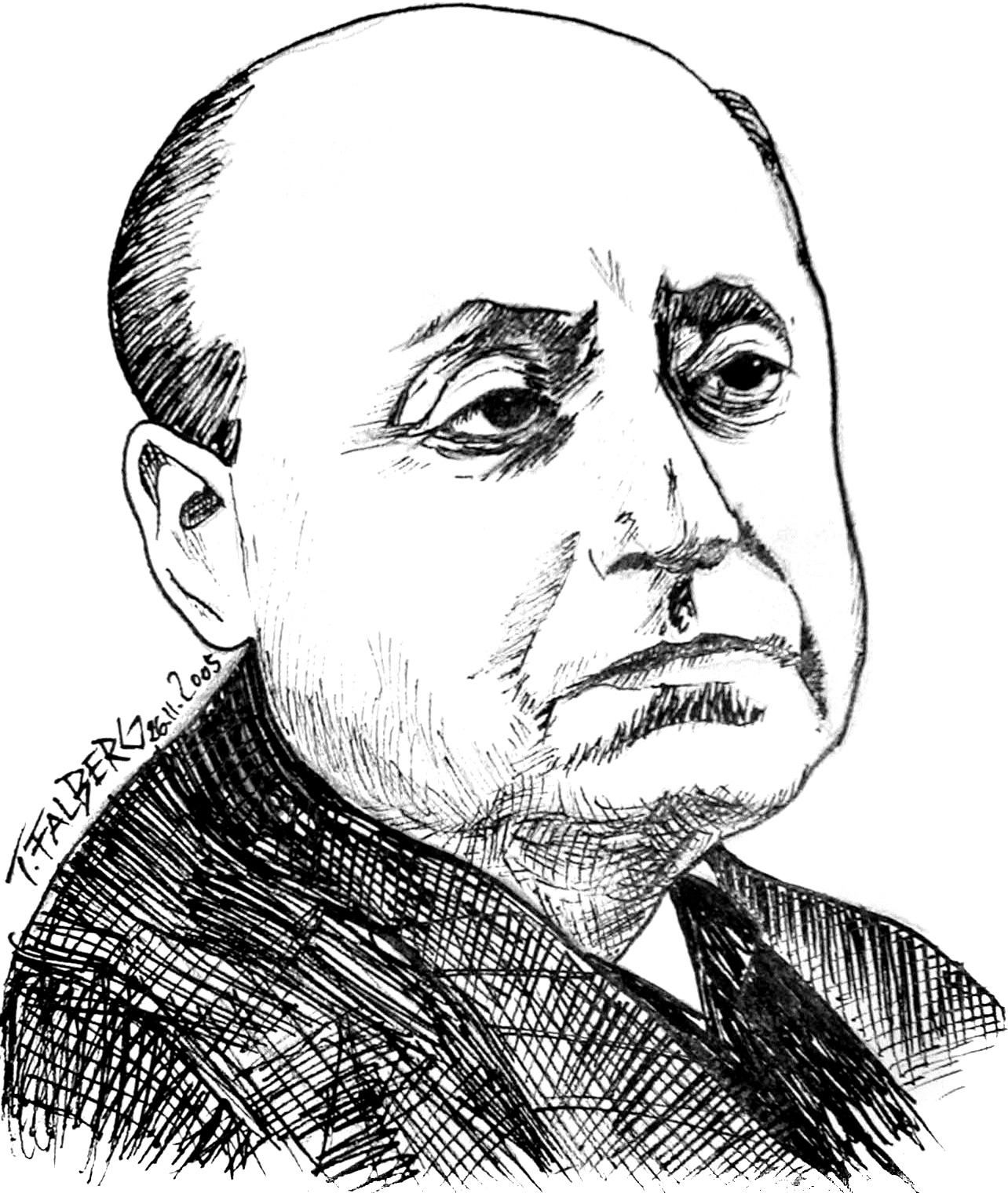
Gottfried Benn.

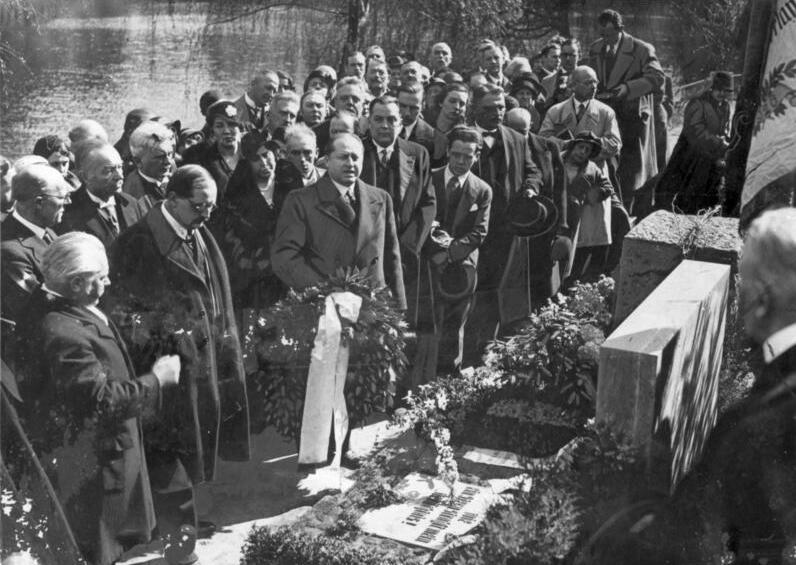
Frente a la tumba de Arno Holz.

Gottfried Benn (Mansfeld —hoy Putlitz—, 2 de mayo de 1886-Berlín, 7 de julio de 1956) fue principalmente poeta, pero también practicó la prosa en distintos géneros: ensayo, narración, relato.

## Biografía
Hijo de un pastor protestante, estudió Medicina y formó parte del cuerpo médico del Ejército alemán. En 1912 publicó su primer opúsculo, Morgue und andere Gedichte (Morgue y otros poemas), en una edición restringida que, empero, generó una álgida polémica y le brindó una fama pública de escandaloso y provocador que no le abandonaría. No obstante, el libro despertó el entusiasmo de sus contemporáneos, escritores y artistas gráficos, que se movían en los ámbitos de la nueva vanguardia berlinesa: el expresionismo —movimiento semejante al futurismo italiano y a otras expresiones de vanguardia de la época—.
Dentro de la atmósfera y la estética del expresionismo se hallarán enmarcados sus siguientes tres publicaciones: los libros de poesía Söhne (Hijos), de 1913; y Fleisch (Carne), de 1917; así como el ciclo de novelas Gehirne (Cerebros), de 1916, conocida como las Ronne novellen, por ser este el nombre del personaje central —en realidad, un alter ego del autor—, o bien como su ciclo bruselense, por haber sido escritas durante su estancia en Bruselas entre 1915 y 1917. Las breves novelas del ciclo constituyen el más lejano antecedente de sus obras de madurez, y en éstas es posible observar en acción sus postulados teóricos —de alguna manera anticipados en su poesía—, los cuales comenzaría a desarrollar en las décadas subsiguientes.
El conjunto de lo escrito durante estos años (1912-1917), si bien corresponde con la época de la Primera Guerra Mundial, no puede considerarse stricto sensu como reflejo ni de la contienda ni, mucho menos, de los conflictos morales y sociales que otros poetas y escritores expresionistas retrataron. Al contrario, la obra de Benn es heredera de la de Friedrich Nietzsche y, en tal sentido, es una constante reflexión de y sobre la actividad poética en el sentido nietzscheano de «última actividad metafísica del hombre». Por eso mismo, consiste no tanto en un reflejo de la realidad histórica circundante, sino del hombre de pensamiento (Denkenmensch) que siempre fue Benn.
A partir de 1920, Benn alternaría la escritura lírica con la especulativo-reflexiva a través de ensayos teóricos sobre el ejercicio lírico y la relación del escritor con el poder. Esto lo haría acercarse al nazismo al inicio de la siguiente década, no obstante haber sido abiertamente apolítico, a diferencia de muchos de sus contemporáneos. El pesimismo que heredó de la filosofía nietzscheana, —o mejor— schopenhaueriana y del célebre libro de Oswald Spengler, Der Untergang des Abendlandes (La decadencia de Occidente), entre otras influencias decisivas, lo llevarían a apoyar al nuevo régimen. Sin embargo, la estrecha visión de los guardianes del nuevo Estado lo llevó a verse cada vez más restringido en su actividad literaria y a recibir constantes ataques de los voceros del régimen.
El cerco que el Estado nazi había establecido en todas las profesiones le hizo casi imposible dedicarse al ejercicio de su práctica, por lo que decidió entonces refugiarse en la Wehrmacht, en lo que él llamó, en una carta a Ina Seidel de 1935, «una forma aristocrática de emigración». En 1937, fue expulsado de la Reichsschrifttumskammer (Cámara Nacional de Escritores) y, en 1938, recibió la prohibición de escribir (Schreibverbot). Al año siguiente aparecería su último libro bajo el régimen nazi, una recopilación de su obra en prosa que sería acremente censurada y atacada. La actividad literaria de Benn dejaría de ser pública y, en un aislamiento total, escribiría algunos de sus mejores poemas, en la que es considerada la más fructífera etapa de su trayectoria creativa.
El fin de la guerra no haría que el pesimismo de Benn disminuyese. Habiendo perdido a tres hermanos en la Primera Guerra Mundial, a otros familiares y a su esposa en la Segunda, y pesando sobre él la prohibición del Gobierno aliado en Berlín, todo parecía condenarlo al más atroz olvido. Pero, muy pronto, Benn se convertiría en el estandarte de su generación o al menos de aquellos pocos que sobrevivieron a las dos guerras, y su fama en Alemania traspasaría el estrecho círculo vanguardista en que se había mantenido hasta antes de la conflagración.
En 1948 publicaría, fuera de Alemania, en la editorial suiza Die Arche su primer libro original en más de una década: Statische Gedichte (Poemas estáticos). De repente, la voz de Benn se alzó por encima de la de todos sus contemporáneos, y la prensa y los lectores no solo lo recibieron entusiastamente, sino que este hecho significó la reivindicación pública que necesitaba. Se le consideró, entonces, como la única voz auténticamente nueva y profundamente original desde Rainer Maria Rilke y Bertolt Brecht. A partir de entonces, Benn fue reconocido como el poeta vivo más importante en lengua alemana, y el renovador de la poesía lírica de posguerra.[cita requerida]
Mantuvo una larga relación amorosa con la actriz Tilly Newes, viuda del dramaturgo Frank Wedekind. En 1956 fallecería en Berlín, la ciudad que más amó y en la que vivió prácticamente toda su vida, a excepción de muy cortas temporadas.

## Obra

### Poesía
La poesía de Gottfried Benn surge en el contexto histórico-cultural de las vanguardias de los albores del siglo xx. Morgue und andere Gedichte será el libro que marcará su fama en los círculos culturales del Berlín de principios de siglo, y esta fama lo perseguirá hasta mediados de centuria. Morgue es un pequeño ciclo de poemas que refleja la formación médica del autor, en el cual se describen cuerpos humanos mutilados, cadáveres en la morgue, un enterrador y detalladas descripciones de sitios médicos sin el menor asomo de romanticismo, en escenas de una violencia lingüística y atmosférica no vista en lengua alemana desde el Barroco.
Su siguiente publicación fue igualmente un breve opúsculo, Söhne, un poco más extenso que el anterior, en el cual se repiten no pocos de los temas y atmósferas, en una suerte de profundización de las aproximaciones previas. Ambos libros profieren una severa crítica a la sociedad materialista y reflejan el cataclismo que se aproximaba; no obstante, más que tratarse de obras de corte profético —como se suele pensar al respecto[¿quién?] de la poesía del período y de la de contemporáneos expresionistas como Ernst Richard Maria Stadler, Georg Trakl y Georg Heym—, Benn utiliza asombrosas imágenes y un poderoso sentido de devastación, que provienen de la experiencia del autor como médico, pero también de la herencia filosófica nietzscheana, y muestran la deuda del poeta con el filósofo.
Sin embargo, a partir de Fleisch, el título del nuevo material, la poesía de Benn comenzará a experimentar una decidida transformación. Lo muestra este volumen al dividir los poemas en bloques claramente identificables, que detallan el nuevo desarrollo de sus ideas a través de la creación de composiciones en clave expresionista, en las que el autor comienza a desarrollar su teoría del «complejo ligúrico» y que daría origen a su teoría de la Südwort —la 'palabra meridional' o 'del sur'—, clave en el desarrollo de su obra y pensamiento. Sus poemas empezaron a transformarse muy rápidamente, adquiriendo un carácter monológico, a veces abiertamente enigmáticos y de difícil dilucidación.
A la etapa expresionista (1912-1919) seguiría una poesía en la que el tema de la transitoriedad y la forma como elemento clave para vencerla serán predominantes. Y, aunque la poesía de este periodo (1927-1933) parece no reflejar la época ni los debates sociales del momento, puede explicar parcialmente las razones por las cuales el poeta decidiría apoyar al régimen nazi. Lo que él busca en su poesía, vencer el caos de la inmaterialidad a través del ejercicio consciente de la forma, era más o menos lo mismo que los nazis ofrecían a los alemanes de la época: vencer el caos a través de un nuevo orden.
Tras un breve periodo de apoyo al nazismo en 1933, muy pronto Benn vería cómo el nuevo Estado lo persiguió al descubrir su pasado expresionista y atacándolo por entrar en la categoría del arte degenerado. Paradójicamente, Heinrich Himmler lo defendió señalando que su pasado resultaba irrelevante.[cita requerida] No obstante, en 1938, la Cámara de Escritores del Reich prohibió su nombre y cerró toda posibilidad de publicar, por lo que Benn tendría que realizar lo que él mismo llamó la forma aristocrática de la emigración.
Aislado de la escasa vida cultural durante la Segunda Guerra Mundial, Benn escribirá una serie de poemas en los cuales el tema del destino del artista y la creación se volvieron obsesivos. Al término de la guerra, publicó en 1948, en la editorial Limes, creada ad hoc para servir de tabla de salvación para el poeta, los poemas creados en el aislamiento bajo el título de Statische Gedichte. Estos generaron una sorprendente e inusitada reacción de bienvenida, un reconocimiento que el autor estaba lejos de imaginar, e impulsaron su reivindicación pública, por encima de las prohibiciones impuestas y de su pasado. Formalmente, Statische Gedichte fue su primer libro de poemas, si se considera que, hasta ese entonces, solo había publicado pequeños opúsculos o recopilaciones, que le habían otorgado un indudable prestigio en los círculos culturales, pero no entre el grueso de los lectores. Este volumen haría que tanto este como su obra previa fuera revalorada hasta ocupar un lugar privilegiado en la historia de la literatura alemana.
En sus años finales, Benn desarrolló una poesía en la cual la vejez y la situación del artista en la sociedad se harían cada vez más evidentes, a través de un lenguaje lleno de frases melódicas y memorables, combinado con poemas de un lenguaje abiertamente periodístico y coloquial, en los que un pesimismo cada vez más poderoso se hizo presente. Sus últimos libros, Destillationen (1951), Fragmente (1953) y Aprèslude (1955), constituyeron la culminación de una obra lírica ejemplar y son el testimonio de un hombre que logró trascender la condición de mediana marginación en que había vivido hasta entonces, al tiempo que continuaron el desarrollo de ideas y reflexiones líricas previas: el sitio del artista en la sociedad, la transitoriedad, la creación de formas para vencer tanto a ésta como al caos, hasta desembocar en el tema de la vejez y el destino del arte, del creador y de la sociedad burguesa.

### Prosa
La práctica de la prosa le dará a Benn la oportunidad de desarrollar las ideas que había plasmado en sus primeros poemas. De hecho, no es casual que en su caso se pueda hablar más bien de obra en prosa que de narrativa, pues los primeros textos narrativos del periodo expresionista muestran las mismas características de su obra lírica. No hay una narración en un sentido tradicional, con personajes y diálogos identificables, sino una ruptura de las fronteras, creación de atmósferas enrarecidas, y fragmentación de la estructura narrativa. Sus primeros relatos serán reunidos en 1916 bajo el extraño título de Gehirne (Cerebros), en donde el tema del grupo de "relatos" será el del nacimiento del nuevo hombre (véase, al respecto, el ensayo interpretativo Misterismo y autonomía lingüística en Der Geburtstag ).
Aunque la prosa de Benn no es abundante, será suficiente para darle un nombre en la historia de la literatura alemana en ese género. Sus siguientes novelas, Roman des Phänotyp (Novela del fenotipo) y Der Ptolemäer (El tolemaico) aparecerán en 1949, si bien la primera fue escrita hacia 1943, denotan una abierta fragmentación de la estructura narrativa y de todas las convenciones literarias, generando un ejercicio de tipo lírico en el que el lenguaje parece cobrar autonomía y girar en torno a un centro, a partir del cual se desarrolla una escritura que mezcla la reflexión con la narración sin ser ni una ni otra.
En 1950 Benn publicará su obra narrativa más "convencional", Doppelleben (Vida doble), una suerte de autobiografía en la cual se mezclan los géneros y se rompen las fronteras y convenciones literarias a través de confesiones de corte lírico y una prosa de una pulcritud no vista en Alemania desde Nietzsche. En este volumen Benn compondrá una de las piezas prosísticas más impresionantes del siglo XX y considerada por la crítica como una de las más grandes obras maestras de la narrativa alemana del siglo, Block II, Zimmer 66 (Bloque II, habitación 66), en donde Benn relata su estancia en Landsberg entre 1943 y 1945.
Al lado de estas obras "narrativas", Benn cultivará también el ejercicio de algo que podría llamarse "dramaturgia", si no fuese porque, igual que las obras narrativas mencionadas, se trata más bien de creaciones que rompen las estructuras tradicionales de géneros literarios. Más que piezas de dramaturgia, éstas podrían considerarse como formas dialógicas, o diálogos monológicos, en los que un grupo de voces más que de personajes, discuten temas de índole estético y filosóficos. Entre las obras más importantes en este ámbito se encuentran Drei alte Männer (Tres viejos), de 1949, y Die Stimme hinter dem Vorhang (La voz detrás del telón), de 1952. Esta última es quizá uno de sus trabajos más notables en este "género", a través de la generación de una autonomía lingüística en la cual se reproduce, de manera irónica y crítica, una versión paródica de la Creación bíblica.

### Ensayo
El género en el que sin duda más brillará Benn, además del lírico, es el del ensayo. La reflexión sobre temas estéticos será un ejercicio constante a partir de la década de 1930. En 1933 aparecerá uno de sus libros más polémicos por su abierta tendencia pro nazi, Kunst und Macht (Arte y poder). Sin embargo, poco se ha señalado que, desde el título, se trata de una profundización de algunas ideas de Nietzsche. En 1949 aparecerá Ausdruckswelt. Essays und Aphorismen (Mundo de la expresión. Ensayos y aforismos), en el que plasmará de manera teórica los logros y prácticas líricas de las décadas previas, a través del establecimiento "definitivo" de su teoría de la Südwort, del complejo ligúrico, y de la autonomía lingüística, de eso que algunos críticos han llamado prosa absoluta.
La reflexión ensayística sobre el ejercicio de la palabra lírica se volverá una actividad de enorme relevancia en Benn, y hallará su culminación en su justamente célebre conferencia de 1951, Probleme der Lyrik (Problemas de la poesía lírica; para una versión en español y comentada, véase la traducción de José Manuel Recillas ), en la que Benn expondrá la poética de toda una vida en su madurez creativa, a través de una reflexión que ha ganado, desde entonces, numerosos lectores, no solo en alemán, convirtiéndose así en uno de los textos teóricos más importantes del siglo XX.
En 1954 Benn publicará lo que ha sido considerado su testamento reflexivo, Altern als Problem für Künstler (La vejez como problema para el artista; para una versión en español de este ensayo, véase la traducción de José Manuel Recillas ), que se complementa con su último libro, Aprèslude.

## El pensamiento
La obra de Benn es principalmente heredera y deudora de la de Nietzsche. En ese sentido, a pesar de su complejidad y problematicidad, es relativamente sencillo determinar cuál es la herencia y el poder de su pensamiento en relación con el de Nietzsche. De hecho, se puede afirmar que Benn lleva a cabo la materialización del pensamiento filosófico nietzscheano a través del ejercicio lírico y reflexivo más apasionante del pasado siglo. Desde sus primeros relatos, en Gehirne, Benn retomará todo el elemento dionisiaco de la obra nietzschena, y desarrollará una creación cuya principal característica será la de la eruptividad en sentido dionisiaco. Este elemento eruptivo será uno de sus logros más destacados, y marcará toda su obra. En tal sentido, el Übermensch, el llamado súperhombre nietzscheano, verá en Benn a su mayor representante, pues lejos de las manipulaciones nazis y las alteraciones de su pensamiento a lo largo del siglo, hará posible la generación de nuevos valores, de nuevos paradigmas, a través de una obra que ya no se sustentará en una perspectiva romántica (inspiración) sino nietzscheana (producción). El reconocimiento que Benn recibe terminada la Segunda Guerra Mundial y la forma en que su obra se posiciona -pese a las objeciones de hasta fines del siglo XX e inicios del XXI- e influye son el resultado de eso que se puede denominar Übermenschlichkeit, un neologismo, sin duda alguna, que sirve para señalar esa cualidad de aquel que traspasa las fronteras de lo que se considera como normal, para establecer nuevos parámetros y nuevos valores.

### Fama póstuma
Aunque la celebridad llegó relativamente tarde en la vida de Benn, su fama se ha multiplicado con los años, igual que las traducciones de su obra a otras lenguas, lo que significa la multiplicación de los lectores. Y si bien todavía es un autor censurado en Alemania (por ejemplo, Günter Grass lo ha retratado como un aliado de los nazis y protestó por la publicación de su obra), ha sido altamente valorado en otros ámbitos lingüísticos, especialmente en el italiano, donde las traducciones y ensayos sobre su obra se multiplican. En lengua española apenas se le conoce y las traducciones son escasas. A pesar de ello, existe un proyecto sobre Gottfried Benn en español (véase el enlace en el apartado respectivo), el cual tiene por objetivo hacer una edición de la obra del poeta acorde con los parámetros académicos internacionales.

## Benn y Nietzsche: la muerte de la inspiración
La relación entre el pensamiento de Nietzsche y el de Benn ha sido extensamente estudiado por especialistas y académicos en Alemania, si bien es cierto que en lengua española ha recibido escasa atención, como ocurre con toda su obra, por lo demás. Por ello conviene resaltar un aspecto del pensamiento del filósofo alemán que en la obra de Benn adquiere una relevancia indudable, y a la cual se ha prestado escasa atención, incluso en Alemania. Nos referimos a la cuestión de lo dionisiaco, sobre la que volveremos más adelante y que no proviene, nos anticipamos a señalarlo, de Nietzsche, ni de la larga tradición teutona hacia Grecia, sino de la experiencia personal del poeta en su juventud, probablemente en los campos de su lejana tierra paterna.
La poesía de Benn se caracteriza, además, por otro aspecto que la hace relacionarse con el aspecto más revolucionario del pensamiento de Nietzsche. Al declarar Nietzsche la muerte de Dios, no fue el primero, por cierto, en hacerlo, ni el más original, pero sí, probablemente, quien haya llevado más lejos las consecuencias a las que esto podía conducir. Al desaparecer el empíreo del más allá, al negar toda trascendencia ultramundana, sólo queda una posibilidad: la desolación del mundo mortal. Y toda trascendencia que no esté vinculada con este, que busque una ultramundanidad, sólo persigue una quimera, un imposible. De aquí proviene su famosa declaración de la "justificación de la existencia a través del arte". Benn retoma este postulado nietzscheano y lo convierte en uno de los ejes de su poética.
Es así como sus poemas tempranos no solo desnudan al hombre, al ser humano, de toda idealización, sino también el producto más noble (al menos hasta el romanticismo alemán todavía) de este: la creación, en particular la creación lírica. Ésta ya no es el fruto de una inspiración debida a fuerzas o poderes sobrehumanos, a una omnipotencia incomprensible, sino el fruto de un proceso productivo consciente. En este sentido, podría pensarse que es posible trazar una línea que va directamente de Edgar Allan Poe hasta él mismo, pasando por Charles Baudelaire. Y es probable que este asunto no pudiese ser visto de otra forma, en especial si tomamos en cuenta que, en la época en que Benn comenzó a escribir, la Revolución industrial y el positivismo ya se habían asentado en Europa. No deja de ser paradójico que Benn, con una sólida formación científica, deudor en ese sentido del más puro positivismo, se oponga a este, no a través de una mistificación de los poderes creativos, sino a través, justamente, de la eliminación de cualquier mistificación de los mismos. La razón de ello no es obvia, pero está relacionada sin duda con eso que Max Weber denominó el Entzäuberung der Welt, el desencantamiento del mundo. Pero lo que hace Benn es ir más lejos que sus predecesores, pues, si Poe había declarado que un poema es el fruto de un cálculo y trabajo precisos, como en el caso de su célebre poema "El cuervo", lo que Benn afirma es que el poeta es un trabajador más, un productor; no, por supuesto, en el sentido convencional de estos términos. El poeta produce, trabaja, y genera así obras de arte. Benn descarta la cuestión del autoanálisis lírico al estilo de Poe (no necesita esperar a que T. S. Eliot analice el análisis de Poe para demostrar su falsedad) porque su punto de partida no es una idealización del proceso creativo (Poe), y por tanto una mistificación, sino una justificación estética de la existencia, como quería Nietzsche.
Así, muy temprano en su obra, en un poema de 1913 como Der junge Hebbel, El joven Hebbel, el artista aparece, no como un iniciado ni como un iluminado de extrañas potencias, sino como un trabajador, como un trabajador del material estético. A partir de entonces, la presencia de poemas dedicados al proceso creativo serán una constante en su obra, y la autonomía y fuerza de la obra como una entidad independiente, también. Por ello resulta un tanto contradictorio que Benn escriba un ensayo como "El problema del genio", el cual parece ser claramente una mistificación del elemento irracional en la personalidad del artista. Pero es posible interpretar este ensayo como un elogio euripideo de lo irracional, de aquello que escapa al control del positivismo reinante. En última instancia, se puede afirmar que "El problema del genio" no es sino un elogio de cepa dionisiaca pura, un ataque al mundo racional que recuerda la escena de Penteo negando a Dioniso en Las bacantes. Y de hecho, esta escena carnicera de la obra de Eurípides, la hallamos transfigurada en la más bacántica de las obras de Benn, que no por nada se intitula Ithaka. Igual que Penteo, aquí también el científico, quien sólo reconoce la verdad científica mensurable y tangible, negando todo valor a lo irracional, es al final despedazado por la furia menádico-bacántica de quienes se entregan a ese oscuro mundo. No son los hombres razonables, los científicos positivos, quienes pueden transformar el mundo, sino los irracionales, los que están fuera de la norma, por debajo de ésta (ab-normales). El elogio que Benn redacta en Provoziertes Leben, Vida provocada, su ensayo sobre las drogas, puede ser visto como un acto de provocación, pero igualmente puede ser visto como una exploración del mundo de lo irracional, de las sustancias psicoactivas que alteran los sentidos.
Con Benn, entonces, por primera y quizás única vez en la historia reciente de Occidente, desaparece por completo el concepto de inspiración. Va más lejos incluso que los poetas materialistas seguidores del socialismo o comunismo que lo atacaran durante el nazismo, pues, lejos de cantar al pueblo odas totalmente inútiles y falsas que enajenan más que liberan, Benn proclama la absoluta independencia y validez de la obra de arte por encima de su creador, liberándola de toda carga ideológica, otorgándole un valor absoluto y entregándole al lector una responsabilidad que ningún otro poeta le había dado: la responsabilidad lectora en su más elevado sentido. Benn proclama, entonces, no la lógica del consumo cultural, sino más bien la lógica de la libertad creadora, del placer creador, como expondrá en Probleme der Lyrik, su testamento reflexivo.
En este sentido, Benn es el más nietzscheano escritor del siglo XX, pues lleva hasta sus últimas consecuencias el postulado de Nietzsche sobre la justificación estética de la existencia a través de una entrega ejemplar al trabajo con la palabra, y aunque se aleje de este en su soslayamiento del autor hacia la obra, como voluntad de poder que se expresa "estéticamente" para concebir el mundo.

### Obra
- Über die Häufigkeit des Diabetes mellitus im Heer. Disertación (Berlín 1912)
- Morgue und andere Gedichte (1912)
- Söhne. Neue Gedichte (1913)
- Gehirne. Novellen (Leipzig 1916)
- Fleisch. Gesammelte Gedichte (1917)
- Die Gesammelten Schriften (1922)
- Schutt (1924)
- Spaltung. Neue Gedichte (1925)
- Gesammelte Gedichte (1927)
- Oratorium. Das Unaufhörliche (1931), Música de Paul Hindemith
- Der neue Staat und die Intellektuellen (1933)
- Kunst und Macht (1934)
- Ausgewählte Gedichte (1936)
- Zweiundzwanzig Gedichte (1943)
- Statische Gedichte (1948)
- Drei alte Männer (1949)
- Der Ptolemäer (1949)
- Ausdruckswelt. Essays und Aphorismen (1949)
- Trunkene Flut. Ausgewählte Gedichte (1949)
- Roman des Phänotyp (hacia 1943, publicado en 1949)
- Doppelleben (1950)
- Fragmente. Neue Gedichte (1951)
- Probleme der Lyrik (1951)
- Essays (1951)
- Die Stimme hinter dem Vorhang (1952)
- Destillationen. Neue Gedichte (1953)
- Altern als Problem für Künstler (1954)
- Aprèslude (1955)
- Primäre Tage. Gedichte und Fragmente aus dem Nachlaß (1958)

### Recopilaciones
Una primera edición completa en cuatro tomos editada por Dieter Wellershoff:
- Sämtliche Werke [SW], »Stuttgarter Ausgabe«, 7 Bände in 8 Teilen, hg. von Gerhard Schuster (Bd.1-5) und Holger Hof (Bd.6 und 7), Stuttgart 1986-2003. Mit umfangreichen Kommentaren, in denen ausführlich aus den sog. Arbeitsheften des Dichters zitiert wird:
  - Band VII/1: Szenen / Dialoge / »Das Unaufhörliche« / Gespräche und Interviews / Nachträge / Medizinische Schriften.
  - Band VII/2: Entwürfe, Vorfassungen und Notizen 1932-1956 und Register.

### Epistolarios
Se conservan muchas cartas, la mayoría de las cuales han sido publicadas. Poco a poco se han ido incluyendo en el catálogo de su obra. Cabe destacar la correspondencia que mantuvo con Friedrich Wilhelm Oelze.
- Ausgewählte Briefe. Mit einem Nachwort von Max Rychner. Wiesbaden 1957
- Briefwechsel mit Paul Hindemith (Briefe Bd.III). Hg. von Ann Clark Fehn, mit einem Essay von Dieter Rexroth. Wiesbaden/München 1978
- Briefe an F.W. Oelze (Briefe Bd. I-II/2; Bd.I: 1932-1945, Bd. II/1: 1945-1949, Bd. II/2: 1950-1956). Hg. von Harald Steinhagen und Jürgen Schröder, mit einem Vorwort von F.W. Oelze und einem Nachwort von Harald Steinhagen. Wiesbaden/München 1979f.
- Briefwechsel mit Max Rychner: 1930-1956. Hg. von Gerhard Schuster. Stuttgart 1986
- Briefe an Tilly Wedekind 1930-1955 (Briefe Bd.IV). Herausgegeben und mit einem Nachwort versehen von Marguerite Valerie Schlüter. Stuttgart 1986
- Briefe an Elinor Büller 1930-1937 (Briefe Bd.V). Herausgegeben und mit einem Nachwort versehen von Marguerite Valerie Schlüter. Stuttgart 1992
- Gottfried Benn / Egmont Seyerlen, Briefwechsel 1914-1956. Herausgegeben und mit einem Nachwort versehen von Gerhard Schuster. Stuttgart 1993
- "Hernach". Gottfried Benns Briefe an Ursula Ziebarth. Göttingen 2001
- Briefe an Astrid Claes 1951-1956 (Briefe Bd. VI). Stuttgart 2002
- Briefwechsel mit dem MERKUR. 1948–1956 (Briefe Bd. VII). Hg. von Holger Hof. Stuttgart 2004
- Gottfried Benn - Thea Sternheim. Briefwechsel und Aufzeichnungen. Mit Briefen und Tagebuchauszügen Mopsa Sternheims, Hg. von Thomas Ehrsam. Göttingen 2004.

### Obra traducida al español
Casi todos los datos que se reproducen a continuación, fueron tomados de José Manuel Recillas, Los senderos interiores, México, 2006.
- Doble vida y otros escritos autobiográficos. Breve Biblioteca de Respuesta, 45. Barral. Barcelona, 1972.

- Ensayos escogidos. Selección y traducción de Sara Gallardo y Eugenio Bulygin. Estudios Alemanes. Alfa. Buenos Aires, 1977.

- Gottfried Benn. Antología. Selección y traducción de José Manuel López de Abiada. Los poetas, 47. Ediciones Júcar. Barcelona, 1987.

- Poemas. Selección, traducción y epílogo de Verónica Jaffé, en colaboración con Yolanda Pantin. Ediciones Angria. Caracas, 1989.

- Morgue. Traducción y epílogo de Verónica Jaffé. Fondo Editorial Pequeña Venecia. Caracas, 1991.

- Breviario. Traducción de Antonio Fernández, Edicions 62, Península, Barcelona, 1991.

- Poemas estáticos. Traducción de Antonio Bueno Tubía. Ediciones Libertarias, Prodhufi. Madrid, 1993.

- El Yo moderno y otros ensayos. Prólogo y traducción de Enrique Ocaña. Textos y Pre-textos, 413. Editorial Pre-Textos. Valencia, 1999.

- Trayectoria de un intelectualista. Presentación y traducción de José Manuel Recillas. Las cascadas prodigiosas, 41/Cuadernos de Montaigne, 2. Obras de Gottfried Benn, tomo I. Ediciones Verdehalago y Ediciones Ensayo. México, 1999.

- La palabra es el falo del espíritu. Aforismos. Presentación, selección y traducción de José Manuel Recillas. Las cascadas prodigiosas, 42. Obras de Gottfried Benn, tomo II. Ediciones Verdehalago y Universidad Autónoma de Puebla. México, 1999.

- Postludio. Prólogo y traducción de Eustaquio Barjau. La Cruz del Sur, 503. Editorial Pre-Textos. Buenos Aires, 2001.

- Poesía. Selección, presentación y traducción de José Manuel Recillas. Material de Lectura, # 206. Poesía Moderna. UNAM, 2005.

- Morgue. Traducción y prólogo de Jesús Munárriz. ZUT Ediciones. Málaga, 2008.

- Un peregrinar sin nombre. Ein Wallen, namenlos. Obra selecta. Estudio introductorio, edición, traducción y notas a pie de página de José Manuel Recillas. Tomo 1: Poesía (ISBN: 978-607-7735-14-4), Tomo 2: Ensayo y Prosa (978-607-7735-15-1). http://www.lacabraediciones.com/2011/03/un-peregrinar-sin-nombre-ein-wallen-namenlos-obra-selecta/ (enlace roto disponible en Internet Archive; véase el historial, la primera versión y la última)., coedición con la Editorial de la Universidad Juárez del Estado de Durango, México/Durango, 2009, 672 pp.

- Morgue y otros poemas. Edición y traducción de Daniel Rojas Pachas. Cinosargo Ediciones, Arica, Chile, 2012.
- Morgue y otros poemas. Prólogo y Traducción de Verónica Zondeck. Ediciones Universidad Austral de Chile, Valdivia, Chile, 2021. ISBN 978-956-390-144-3

### Obra traducida a otras lenguas
- Tre gamle mænd: samtaler. Hertz. Edición danesa de Drei alte Männer København, 1951.

- Double vie. Tradujo del alemán A. Vialatte. Préface de Jean–Michel Palmier. Ed. de Minuit. París, 1954.

- Poesie. Traducción de Leone Traverso. Vallecchi, Florencia, 1954.

- Poèmes. Tradujo Pierre Garnier. Parallele, 5. Librairie Les Lettres. París, 1956.

- Primal vision. Escritos selectos de Gottfried Benn. Edición de E. B. Ashton. New Directions. Norfolk, Connecticut, 1958. NDP Paperbook 322. New Directions. Primera edición en Nueva York, 1971, simultánea con la edición canadiense, de Penguin Books. Segunda (¿tercera?) edición, sin pie de imprenta.

- Doppelleben. Kinokuniya. Tokio, 1958.

- Radartaenkeren og andre essays. I udvalg og oversaettelse ved Knud Andersen. Hasselbachs kultur–bibliotek, 195. Hasselbach. København, 1960.

- Saggi. Introducción de Hans Egon Holthusen. Garzanti. Milán, 1963.

- Un poète et le monde. Tradujo del alemán y prefacio de Robert Rovini. Du monde entier. Gallimard. París, 1965.

- Aprèslude. Edición al cuidado de Ferruccio Masini. Giulio Einaudi Editore. Turín, 1966.

- Doppia vita: autobiografía. Edición y traducción de Maria Gregorio y Emilio Bonfatti. Il tempo ritrovato, 1. Sugar editore. Milán, 1967.

- Selected Poems. Edición y traducción de Friedrich Wilhelm Wodtke. Charedon German Series. Oxford University Press. Oxford, 1970.

- Leier und Schwert: aus seiner Autobiographische “Doppelleben”. Traducción de Yu. Yamamoto. Nankodo. Tokio, 1970.

- Morgue. Introducción y traducción de Ferruccio Masini. Giulio Einaudi Editore. Turín, 1971.

- Selected Works. Orion Press. Texto en japonés. Tokio, 1972.

- Poèmes. Tradiut de l’allemand par Pierre Garnier, préface de Pierre Garnier. Du monde entier. Gallimard. París, 1972.

- Poesie Statiche. Edición, traducción y notas al cuidado de Giuliano Baioni. Giulio Einaudi editore. Turín, 1972.

- Romanzo del fenotipo – Il tolemaico. Edición, traducción y notas de Luciano Zagari. Giulio Einaudi editore, Turín, 1973.

- Poèmes. Traducción, selección y presentación de Jean-Charles Lombard. Poetes d’aujour d’hui, Seghers, París, 11973, 22003.

- Poemes. Edicions 62, Península. 1975

- Lo smalto sul nulla. Edición, traducción y notas de Luciano Zagari. Biblioteca Adelphi, 225. Adelphi Edizioni. Milán, 1977.

- Ensayos escogidos. Selección y traducción de Sara Gallardo y Eugenio Bulygin. Estudios Alemanes. Alfa. Buenos Aires, 1977.

- Giorni primari. Edición al cuidado de Anna Maria Carpi. Il Saggiatore. Milán, 1981.

- Poemas de Ezra Pound e de Gottfried Benn. Traducciones de José Palla y Carmo y Joao Barrento. O aprendiz de feiticeiro, 1. O Oiro do Dia, Porto, 1981.

- Izabrane pesme. Edición y traducción al yugoslavo de Slobodan Glumac. Biblioteka Nolit poezija. Nolit. Belgrado, 1984.

- Cervelli. Edición al cuidado de Maria Fancelli, con un ensayo de Roberto Calasso. Piccola Biblioteca Adelphi, 190. Adelphi Edizioni. Milán, 1986; 21992.

- Prose, Essays, Poems. Edición de Volkmar Sanders; prólogo de E. B. Ashton; introducción de Reinhardt Paul Becker. The German Library, 73. Deutsches Haus, New York University, Continuum Publishing Company. Nueva York, 1987.

- Flutto ebbro. Edición al cuidado de Anna Maria Carpi. Fenice Contemporanea. Ugo Guanda Editore. Parma, 1989.

- Pietra, verso, flauto. Edición italiana, de la de Jürgen P. Wallmann, al cuidado de Gilberto Forti. Biblioteca Adelphi, 227. Adelphi Edizioni. Milán, 1990.

- Poems. 1937-1947. Traducción y presentación de Simona Draghici. Plutarch Press. Washington, 1991, 21997.

- Skygger: sene digte. Oversat af Peter Poulsen; grafik af Erne Hagen Soerensen Broendum. Broendums Grafiske Vaerskted, 1992.

- Doppia vita. Al cuidado de Elena Agazzi. Biblioteca della Fenice. Ugo Guanda Editore. Parma, 1994.

- Le Ptoléméen et autres textes. Traducción de Hélene Feydy. Du monde entier. Gallimard. París, 1995.

- The voice behind the Screen. Traducción de Simona Draghici. Plutarch Press. Washington, 1996.

- Romanzo del fenotipo. Traducción de Amelia Valtolina. Biblioteca Adelphi, 355. Adelphi Edizioni. Milán, 1998.

- 50 poemas de Gottfried Benn. Traducción de Vasco Graça Moura. Relogio d’Água. Lisboa, 1998.

- Double life. Traducción y presentación, Simona Draghici. Plutarch Press, Washington, 2002.

- Frammenti, Destillazione. Edición y traducción de Anna Maria Carpi. Giulio Einaudi Editore, Milán, 2004.